# Вајкапу (Хаваји)
Вајкапу (енгл. Waikapu) насељено је место за статистичке потребе у америчкој савезној држави Хаваји. По попису становништва из 2010. у њему је живело 2.965 становника.

## Демографија
Према попису становништва из 2010. у граду је живело 2.965 становника, што је 1.850 (165.9%) становника више него 2000. године.
| Група             | 2000.       | 2010.         |
| Белци             | 154 (13,8%) | 631 (21,3%)   |
| Афроамериканци    | 4 (0,4%)    | 11 (0,4%)     |
| Азијати           | 542 (48,6%) | 1.006 (33,9%) |
| Хиспаноамериканци | 68 (6,1%)   | 314 (10,6%)   |
| Укупно            | 1.115       | 2.965         |